# François-Louis Perne
François-Louis Perne, född den 4 oktober 1772 i Paris, död den 26 maj 1832 i Laon, var en fransk musiklärd och tonsättare.
Perne blev kontrabasist vid Stora operan i Paris 1799 och inspecteur général vid École royale de chant et de déclamation 1816. Antikens och medeltidens musik utgjorde de främsta föremålen för hans forskningar. Särdeles berömt är hans arbete Nouvelle exposition de la séméiographie musicale grecque, liksom hans Ancienne musique des chansons du châtelain de Coucy, mise en notation moderne, avec accompagnement de piano, utgivet med anmärkningar i den av Francisque Michel 1830 ombesörjda upplagan av Chansons du châtelain de Coucy. Perne skrev två pianoskolor och en harmonilära. Han komponerade klaversonater och en fyrstämmig fuga, som även låter sig utföra då partituret blivit upp- och nedvänt.